# Alue Drien (Cot Girek)
Alue Drien is een bestuurslaag in het regentschap Aceh Utara van de provincie Atjeh, Indonesië. Alue Drien telt 258 inwoners (volkstelling 2010).